# Shango capicola
Shango capicola är en spindelart som först beskrevs av Embrik Strand 1909.  Shango capicola ingår i släktet Shango och familjen kardarspindlar. Inga underarter finns listade i Catalogue of Life.